# Селіа Круз
Се́ліа Крус (ісп. Celia Cruz, повне ім'я Úrsula Hilaria Celia Caridad Cruz Alfonso, Урсула Іларія Селіа Карідад Круз Альфонсо; 21 жовтня 1925, Гавана, Куба — 16 липня 2003, Форт Лі, Нью-Джерсі, США) — популярна латиноамериканська виконавиця сальси. ЇЇ називали «Королевою сальси».
Протягом всієї своєї кар'єри Селіа Круз виконувала та популяризувала такі ритми як сон кубано, сон монтуно, гуагуанко, румба, гуарача та болеро. Але саме виконання сальси перетворило її на одну з головних жіночих постатей в історії латиноамериканської музики.
Співачка та акторка розпочала свою кар'єру на Кубі, потім виступала в Мексиці, Колумбії, Венесуелі та інших країнах Латинської Америки та в Сполучених Штатах Америки.

## Життєпис
Народилася в бідному районі Santo Suarez в Гавані в сім'ї залізничника Симона Круза працював та домогосподарки Каталіни Алфонсо Рамос. Крім Селії, було ще троє дітей. З дитинства почала співати колискові рідним та двоюріднім братам і сестрам, брала участь у шкільних концертах та в шоу талантів на місцевому радіо, де отримувала в якості перших призів солодощі та різні дрібнички.

У 1950 році ще невідому Селію запросили стати солісткою популярного колективу La Sonora Matancera. 15 років виступу в Мексиці та інших латиноамериканських країнах стали для неї золотим часом. 

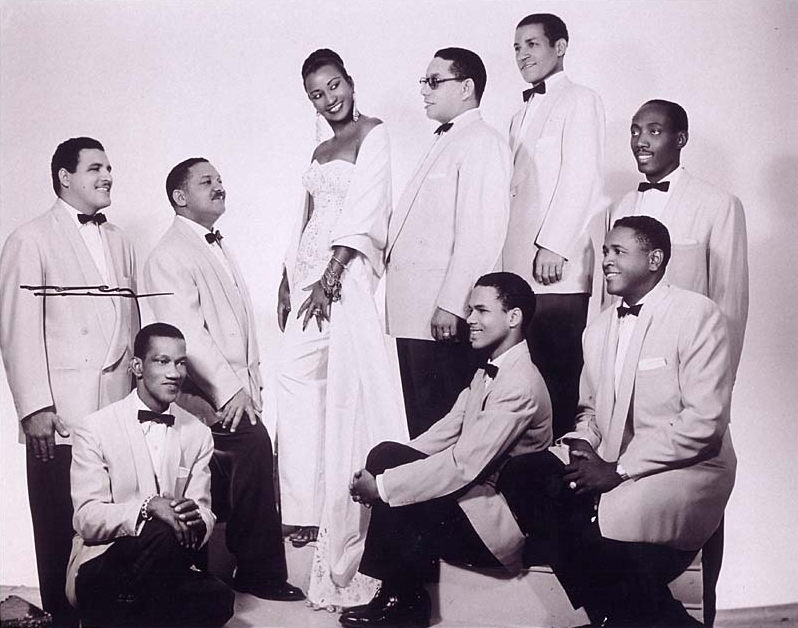
Селіа Круз у 1950 році з членами колективу Sonora Matancera у Гавані

На 15 липня 1960 року, коли почалася Кубинська революція на чолі з Кастро, у Круз був контракт і виступи в Мексиці. Новий уряд заборонив їй повертатися на Кубу: Круз переїздить до Сполучених Штатів, де разом з громадянством отримує контракт на роботу в Hollywood Palladium. З концертами Круз об'їздила всю Латинську Америку та багато країн Європи та Африки.
Як акторка Круз знялась у таких стрічках, як Salsa (1988), The Mambo Kings (1992). ЇЇ голос можна почути в саундтреках до таких фільмів, як Something Wild (1986) та Invasion U.S.A (1985).
У 1987 році Круз дала концерт в Санта-Крус-де-Тенерифе, який був визнаний Книгою рекордів Гіннеса як найбільший, що відбувся на відкритому повітрі. На Плаза де Іспанія в Санта Крус одночасно танцювали та співали одну і ту ж пісню 250 000 осіб під музику венесуельського оркестру.
У 1990 році Круз вдається здійснити поїздку до Гуантанамо (Куба), щоб дати концерт, з якого вона привезла декілька грамів землі з проханням покласти в її труну.
У 2000 году у віці 75 років Круз продовжувала співати і танцювати та не збиралася покидати сцену. Селія Круз померла 16 липня 2003 року у власному будинку в Форт-Лі, штат Нью-Джерсі, у віці 77 років від раку і була похована 22 липня на Вудлоні в Бронксі.

## Вшанування та нагороди

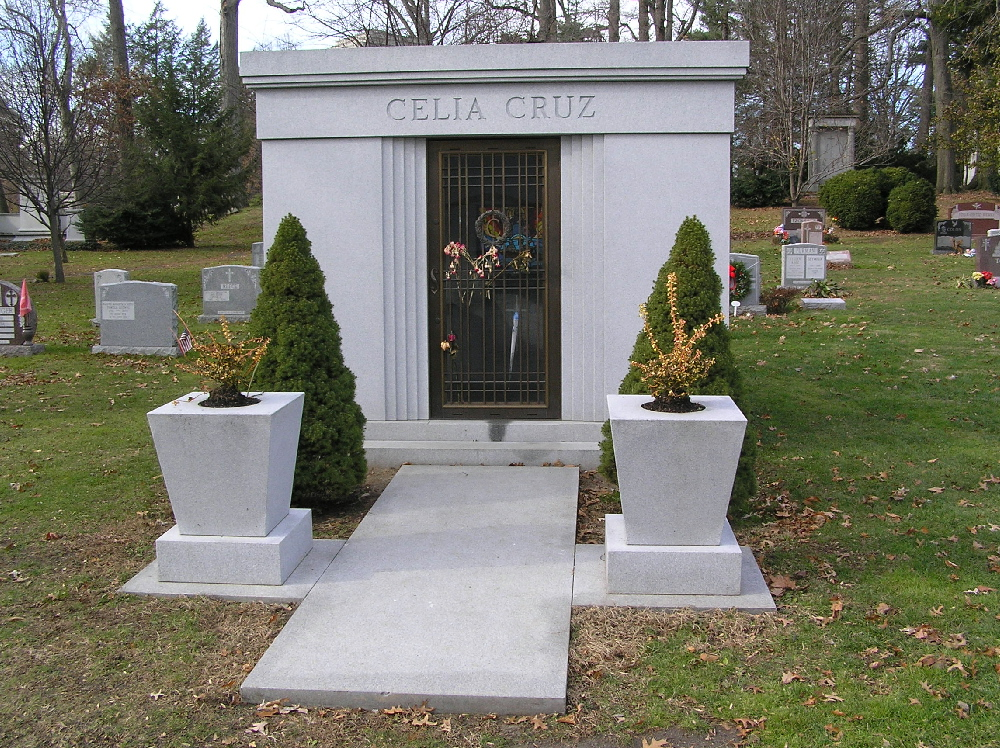
Мавзолей Селії Круз на цвинтарі Вудлон у Нью-Йорку.

У лютому 2004 року останній альбом Круз отримав премію Lo Nuestro, як найкращий сальса-альбом року.
У 2005 році опубліковано біографію «Селіа: Моє життя», що базувалась на більш ніж 500-годинному інтерв'ю  з мексиканською журналісткою Анною Крістіною Реймундо.
Протягом усієї кар'єри за більше ніж 50 років на сцені Селіа Круз записала 20 золотих платівок та отримала більше 100 нагород від різноманітних організацій, газет та журналів з усього світу.
У 1987 году Круз отримала зірку на знаменитій Голлівудській Алеї Слави.
У 1994 році була нагороджена Національною медаллю США у сфері мистецтв.
Круз була 13 разів номінована на Нагороду Греммі та отримала її двічі — у 1988 та 2000 роках.
У 2015 році RCN Televisión та Telemundo створили теленовелу «Селіа» про життя та діяльність співачки.

## Дискографія
* 2003 Homenaje a Beny Moré
- 2003 Celia & Johnny
- 2003 Dios Disfrute a la Reina
- 2003 Son Boleros, Boleros Son
- 2003 Reina de la Música Cubana
- 2003 Regalo del Alma
- 2003 Más Grande Historia Jamás Cantada
- 2003 Estrellas de la Sonora Matancera
- 2003 Celia in the House: Classic Hits Remixed
- 2003 Carnaval de la Vida
- 2003 Candela Pura
- 2002 Unrepeatable (Celia Cruz album)|Unrepeatable
- 2002 Hits Mix
- 2001 La Negra Tiene Tumbao
- 2000 Siempre Viviré
- 2000 Salsa
- 2000 Habanera (album)|Habanera
- 2000 Celia Cruz and Friends: A Night of Salsa
- 1999 En Vivo Radio Progreso, Vol. 3
- 1999 En Vivo Radio Progreso, Vol. 2
- 1999 En Vivo Radio Progreso, Vol. 1
- 1999 En Vivo C.M.Q., Vol. 5
- 1999 En Vivo C.M.Q., Vol. 4
- 1998 Mi Vida Es Cantar
- 1998 Afro-Cubana
- 1997 También Boleros
- 1997 Duets (Celia Cruz album)|Duets
- 1997 Cambiando Ritmos
- 1996 Celia Cruz Delta
- 1995 Irresistible (Celia Cruz album)|Irresistible
- 1995 Festejando Navidad
- 1995 Double Dynamite (Celia Cruz album)|Double Dynamite
- 1995 Cuba's Queen of Rhythm
- 1994 Merengue Saludos Amigos
- 1994 Mambo del Amor
- 1994 Irrepetible
- 1994 Homenaje a Los Santos
- 1994 Guaracheras de La Guaracha
- 1993 Introducing (Celia Cruz album)|Introducing
- 1993 Homenaje a Beny Moré, Vol. 3
- 1993 Boleros Polydor
- 1993 Azucar Negra
- 1992 Verdadera Historia
- 1992 Tributo a Ismael Rivera
- 1991 Reina del Ritmo Cubano
- 1991 Canta Celia Cruz
- 1990 Guarachera del Mundo
- 1988 Ritmo en el Corazón
- 1987 Winners (album)|Winners
- 1986 De Nuevo
- 1986 Candela (album)|Candela
- 1983 Tremendo Trío
- 1982 Feliz Encuentro
- 1981 Celia & Willie
- 1980 Celia/Johnny/Pete
- 1977 Only They Could Have Made This Album
- 1976 Recordando El Ayer
- 1975 Tremendo Caché
- 1974 Celia & Johnny
- 1971 Celia Y Tito Puente en España
- 1970 Etc. Etc. Etc.
- 1969 Quimbo Quimbumbia
- 1968 Serenata Guajira
- 1968 Excitante
- 1967 A Ti México
- 1967 Bravo Celia Cruz
- 1966 Son con Guaguancó
- 1966 Cuba Y Puerto Rico Son
- 1965 Sabor y Ritmo de Pueblos
- 1965 Canciones Premiadas
- 1959 Mi Diario Musical
- 1958 Incomparable Celia